# الجزائر في الألعاب الأولمبية الصيفية 1996
الجزائر في الألعاب الأولمبية الصيفية 1996 شاركة الجزائر في ألعاب الأولمبياد الصيفية 1996 ب49 ريلضي في 9 رياضات وفازت بذهبية في العاب القوى وذهبية في الملاكمة وبرونزية في الملاكمة .